# Хаммерфест (аэропорт)
Аэропорт Хаммерфест (норв. Hammerfest lufthavn; (ИАТА: HFT, ИКАО: ENHF)) — региональный аэропорт, расположенный в коммуне Хаммерфест, фюльке Финнмарк, Норвегия. Управляется государственной компанией Avinor. Аэропорт имеет одну асфальтовую ВПП размером 880Х30 м, расположенную по курсу 05/23. Обслуживается авиакомпанией Wideroe, использующей самолеты Dash 8-100. Аэропорт является базой для морских вертолетных служб, которыми управляют Bristow Norway и CHC Helikopter Service.

## История
В 1936 году Widerøe начала полеты на гидросамолете из Тромсё в Хоннингсвог с остановкой в Хаммерфесте. Водный аэродром, располагавшийся в Рупефьорд, был простым и состоял из летной зоны и буя, пассажиры доставлялись к самолету на лодке. Во время Второй мировой войны маршрут был закрыт.
В 1946 году Det Norske Luftfartselskap (DNL) возобновила полеты на Junkers Ju 52, соединив город с Тромсё, Вадсё и Киркенесом. Маршрут позже также обслуживал Алту и стал частью прибрежного маршрута в Берген. С 1956 года Widerøe начала полеты из Хаммерфеста через Алту в аэропорт Бардуфосс, используя для этого Noorduyn Norseman и De Havilland Canada DHC-3 Otter. В 1961 году Norving создала в Хаммерфесте базу санитарной авиации. В 1963 году открылся аэропорт Алта и 2 других аэропорта в Финнмарке, после чего Widerøe решил прекратить полеты на гидросамолетах в Финнмарке. Поездка на автобусе из Хаммерфеста в Алту занимала четыре часа.
В середине 1960-х годов появилось несколько предложений о создании региональных аэропортов в Финнмарке. В 1966 году окружной комитет для изучения строительства небольших аэродромов предложил Хаммерфест в качестве одного из 6 подходящих мест для простого аэродрома для обслуживания служб скорой медицинской помощи и воздушного такси. Проект строительства был одобрен парламентом в 1972 году.
Региональный аэропорт открылся 1 августа 1974 года, его владельцем и оператором был муниципалитет Хаммерфеста. Право полетов получила компания Wideroe, полеты выполнялись самолетами De Havilland Canada DHC-6 Twin Otter. Авиакомпания создала свою техническую базу в Хаммерфесте.
В 1983 году Widerøe стал эксплуатировать самолеты Dash 7 на маршруте Тромсё—Хаммерфест, в том же году Norving начал полеты из Хаммерфеста в аэропорт Хасвик.
В 1989 году Helikopter Service создала вертолетную базу в аэропорту Хаммерфеста для обслуживания морской нефтяной промышленности, которая занималась поиском нефти в Баренцевом море. В 1995 году для полетов Widerøe стали использоваться самолеты Dash 8.
С 1 января 1997 года владельцем и оператором аэропорта стала государственная компания Avinor в обмен на выплату 19,5 млн норвежских крон муниципалитету Хаммерфеста. 11 ноября 2004 года Norsk Helikopter открыла свою вертолетную базу. В 2008—2009 гг. были модернизированы навигационные средства и взлётно-посадочная полоса.

## Инфраструктура
Здание терминала имеет пропускную способность 250 пассажиров в час. Диспетчерская вышка расположена в отдельном здании вместе с пожарной частью.
Взлётно-посадочная полоса размером 880 Х 30 м, расположена по курсу 05/23. Длина взлетно-посадочной полосы 05 составляет 890 м, ВПП 23 — 866 м. Аэропорт расположен на высоте 79,9 м над уровнем моря. На перроне есть стоянка для 5 самолетов Dash 8-100, а также отдельными парковочными местами для вертолетов.
В 2018 году аэропорт обслужил 172 511 пассажиров, было совершено 12403 взлётов/посадок.

## Авиакомпании и направления

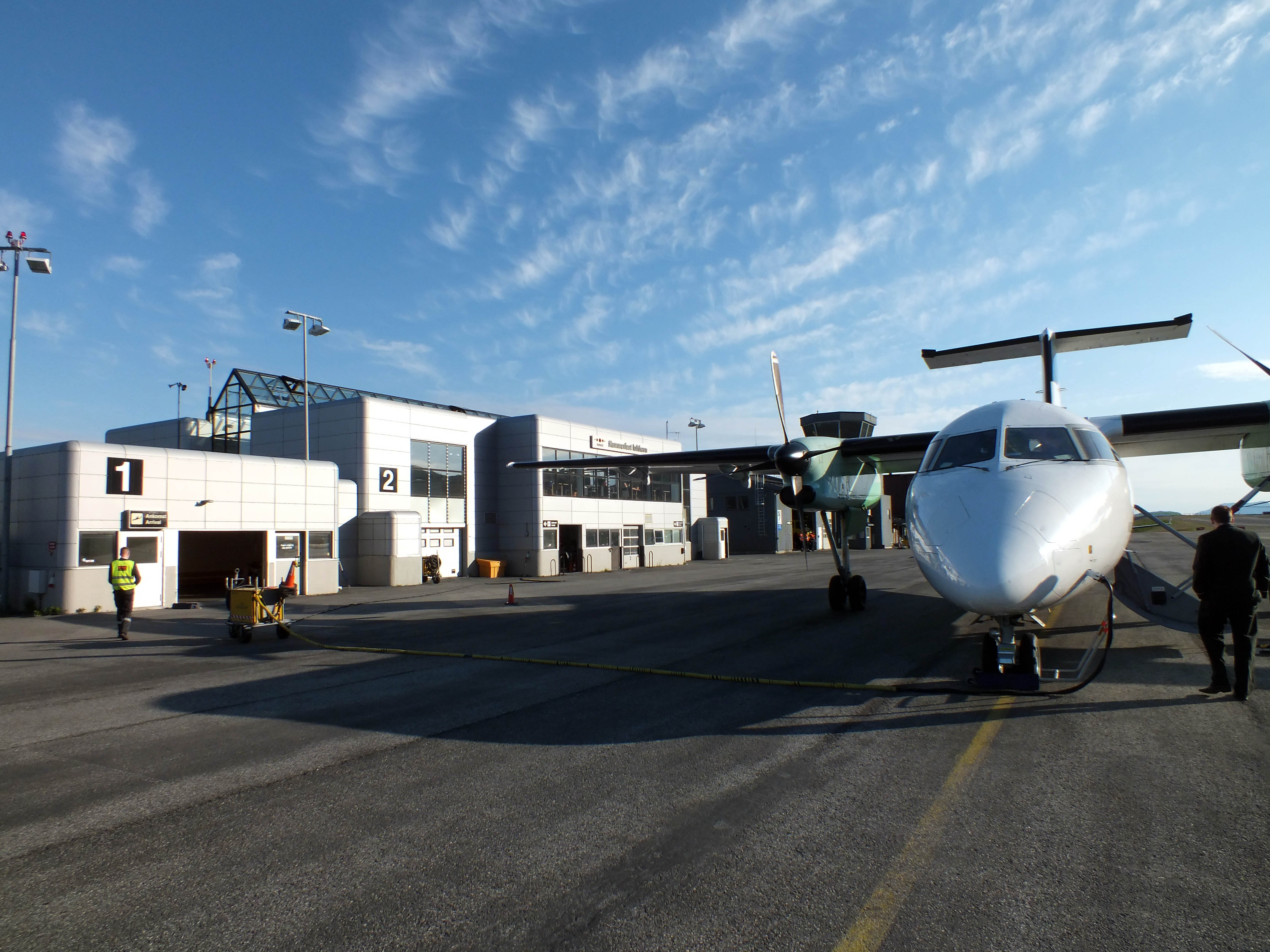
Dash 8-100 в аэропорту Хаммерфест

Аэропорт Хаммерфест является ближайшим аэропортом для жителей Хаммерфеста, а также частей муниципалитетов Квалсунн и Мосёй.
Авиакомпанией, выполняющей регулярные рейсы, является Wideroe. Аэропорт является базой для морских вертолетных служб, которыми управляют Bristow Norway и CHC Helikopter Service. Обе компании осуществляют полеты на морские установки (месторождение Голиаф), а также используются для поисково-спасательных операций.
По состоянию на февраль 2019 года аэропорт обслуживает рейсы по следующим направлениям:

## Транспортное сообщение
Аэропорт расположен в 3 км к северу от центра Хаммерфеста. Имеется паркинг, служба такси и прокат автомобилей.

## Авиапроисшествия
- 1 мая 2005 года самолет Dash 8-103 с регистрационным номером LN-WIK, следовавший из Тромсё, совершил жесткую посадку. 25 пассажиров и 3 члена экипажа были доставлены в больницу, хотя серьезных травм не было[14][15].